# Čajniče
La municipalidad de Čajniče se localiza en la región de Foča, dentro de la República Srpska, en Bosnia y Herzegovina.

## Localidades
Esta municipalidad de la República Srpska, localizada en Bosnia y Herzegovina se encuentra subdividida en las siguientes localidades a saber:
- Avlija
- Batkovići
- Batotići
- Batovo
- Bezujno
- Borajno
- Brezovice
- Bučkovići na Bezujanci
- Čajniče
- Đakovići
- Glamočevići
- Gložin
- Hunkovići
- Ifsar
- Kamen
- Kapov Han
- Karovići
- Krstac
- Lađevci
- Luke
- Međurječje
- Metaljka
- Milatkovići
- Miljeno
- Mištar
- Podavrelo
- Ponikve
- Prvanj
- Slatina
- Staronići
- Stopići
- Sudići
- Todorovići
- Trpinje
- Tubrojevići
- Zaborak

## Geografía
Cajnice se encuentra en el extremo oriental de Bosnia-Herzegovina, cerca de la frontera con Montenegro y Serbia. Los municipios vecinos son los de Foca, Novo Gorazde y Rudo.
La ciudad está situada en una zona montañosa de los Alpes Dináricos. Se encuentra entre las montañas Cicelj (1.433 m) y CIVC Brda (1.326 m) en las orillas del río Janjina, un afluente del río Drina.

## Demografía
Si se considera que la superficie total de este municipio es de 274 kilómetros cuadrados y su población está compuesta por unas 8.956 personas, se puede estimar que la densidad poblacional de esta municipalidad es de 33 habitantes por cada kilómetro cuadrado de esta división administrativa.